# Cymbopetalum lanugipetalum
Cymbopetalum lanugipetalum är en kirimojaväxtart som beskrevs av Robert Walter Schery. Cymbopetalum lanugipetalum ingår i släktet Cymbopetalum, och familjen kirimojaväxter. Inga underarter finns listade i Catalogue of Life.